# مارتن فيرلاند
مارتن فيرلاند هو لاعب كرلنغ كندي، ولد في 8 نوفمبر 1970 في درومونفيل في كندا.